# Fundació Mascort
La Fundació Mascort és una fundació privada sense ànim de lucre situada al municipi empordanès de Torroella de Montgrí i creada el 2007 per Ramon Mascort Amigó, president de l'entitat, fruit de la seva passió per l'art i el col·leccionisme, així com pel món de la fotografia. La seva primera seu fou la Casa Galibern, antiga casa de l'àvia materna, feta construir en estil colonial pel seu besavi Ramon Galibern Casanova, quan va tornar del Brasil.
La Fundació Mascort treballa entorn a tres pilars: el coneixement i estudi de la història, la comprensió i gaudi de l'art i la defensa i protecció de la natura.[4] Amb aquestes finalitats, s'organitzen exposicions, conferències i edita els catàlegs i estudis historicoartístics tant de les exposicions de la col·lecció Mascort com d'altres temes històrics.